# Deichmann

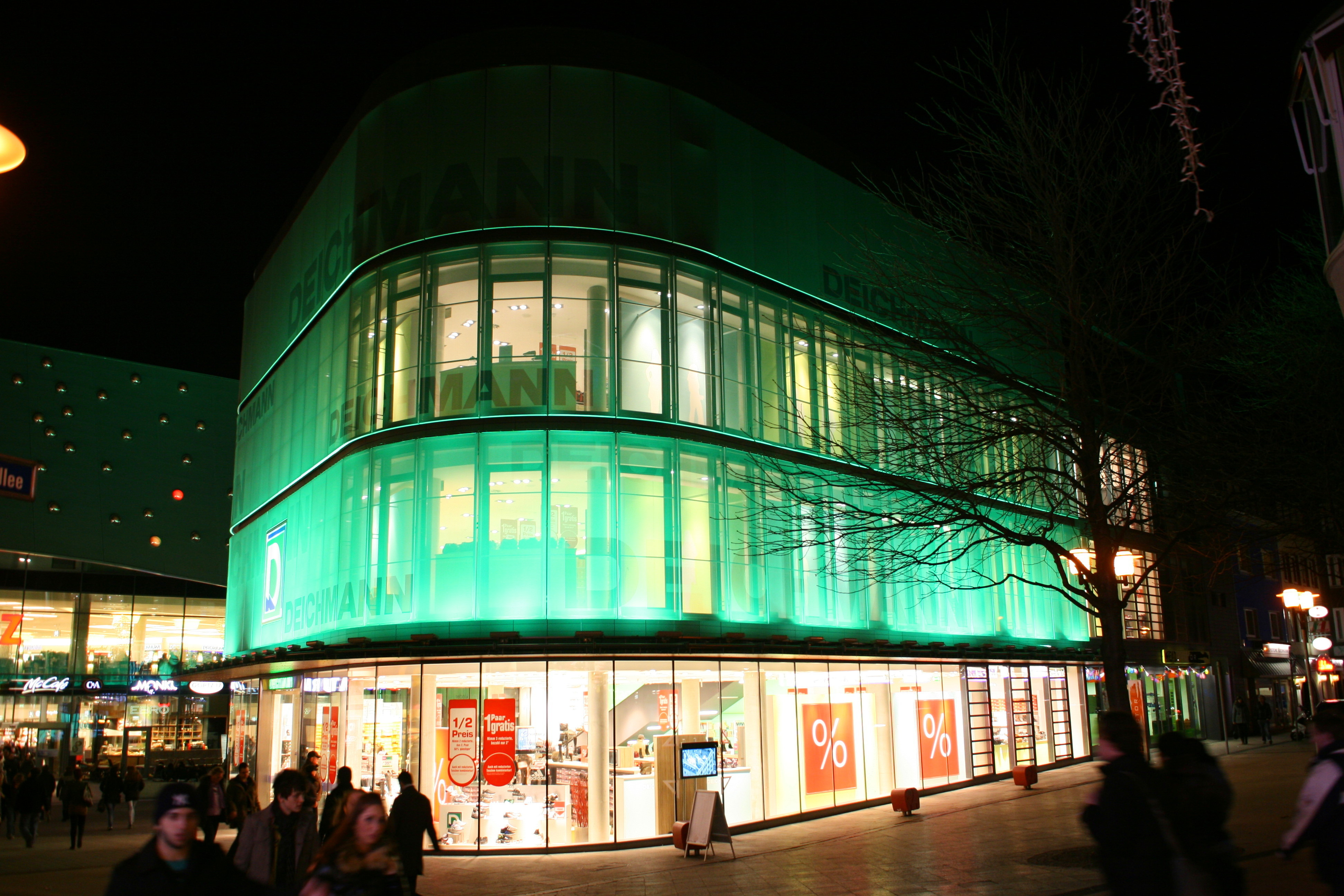
Magazinul navă amiral din Essen, Germania

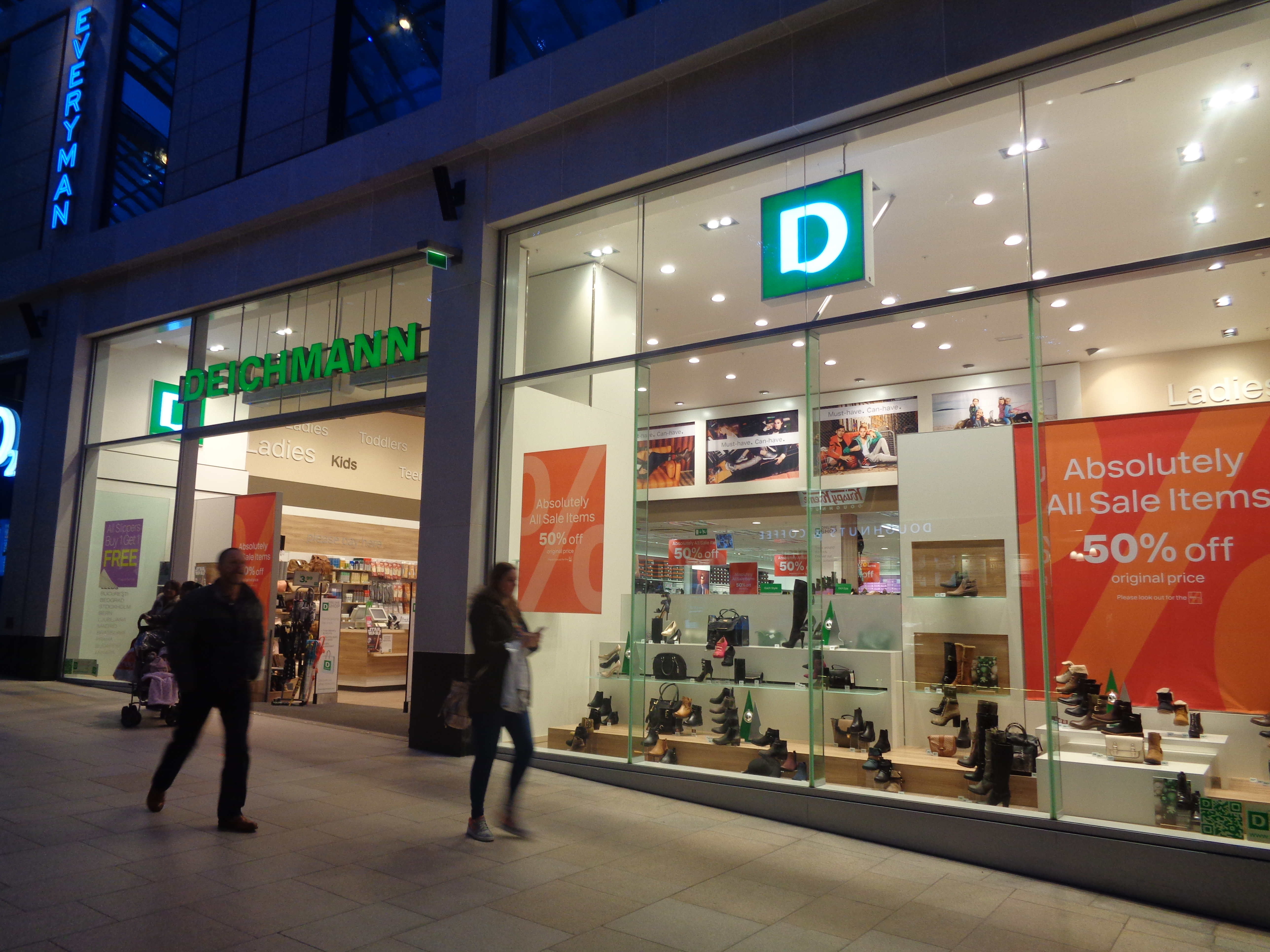
O filială din Leeds, Anglia.

Deichmann este o companie din Germania înființată în anul 1913. Este cel mai mare vânzător cu amănuntul de încălțăminte din Europa.
Compania este în posesia familiei Deichmann și are sediul central în Essen, Germania.
În 2008 Deichmann a vândut, la nivel mondial, peste 127 de milioane perechi de pantofi în cele peste 2.550 de magazine proprii.
Compania este prezentă în 18 țări din Europa, precum și pe continentul american.
Număr de angajați în 2010: 28.000
Cifra de afaceri în 2010: 3,9 miliarde euro

## Deichmann în România
În anul 2010 Deichmann a vândut pe piața românească 1,36 milioane perechi de încălțăminte
iar în 2011 a vândut 1,9 milioane perechi.
Printre competitorii lui Deichmann se numără Leonardo, Benvenuti, Musette sau Otter.
Număr de angajați în 2010: 340
Cifra de afaceri:
- 2013: 46 milioane euro[5]
- 2011: 40 milioane euro[4]
- 2010: 27,5 milioane euro[2]

Număr de magazine:
- 2013: 65[5]
- 2012: 50[4]
- 2009: 14[1]